# Tobira Album
「Tobira Album」（トビラ・アルバム）は、Rie fuの3枚目のオリジナル・アルバム。2007年11月21日発売。

## 概要
- 1年8ヵ月ぶりとなるアルバム。初回特典は三方背BOX仕様+全12面蛇腹型ブックレット『Tobira Art Booklet』封入。
- タイトルの「Tobira Album」には、ロンドン留学終了に際して新しい扉を開く、時と場所を越えて音楽を共有する（洋風と和風の対照的な曲の行き来）、1枚の扉を通したリスナーとの相互作用といった意味が込められている[2]。ロンドン留学前とロンドン滞在中に作った楽曲、ほぼ半分ずつ収録[3]。

## 収録曲
全曲作詞・作曲：Rie fu
1. 5000マイル〜Album version
  - 編曲：松岡モトキ・阿部尚徳・Rie fu／ストリングス編曲：河野伸
2. Come To My Door
  - 編曲：Ikoman・Rie fu
3. ツキアカリ
  - 編曲：上田禎・Rie fu
  - 毎日放送・TBS系アニメ『DARKER THAN BLACK -黒の契約者-』初代エンディングテーマ
4. 君が浮かぶよ
  - 編曲：松岡モトキ・Rie fu
  - トヨタカローラ愛豊CMソング
5. tobira
  - 編曲：Rie fu
6. On It's Way
  - 編曲：Ikoman・Rie fu
7. Until I Say
  - 編曲：上田禎・Rie fu
  - イギリス映画『ハイジ』日本版主題歌
8. SMILE
  - 編曲：松岡モトキ・Rie fu
9. Feel The Same
  - 編曲：上田禎・Rie fu
10. dreams be
  - 編曲：上田禎・Rie fu
  - 夢真ホールディングスCMソング
11. Sunshine of my day〜Live version
  - 編曲：上田禎
12. London
  - 編曲：上田禎
13. あなたがここにいる理由
  - 編曲：笹路正徳
  - テレビ東京系アニメ『D.Gray-man』5代目エンディングテーマ